# Garigliano
Der Garigliano ist ein Fluss in Mittelitalien, der nahe der Stadt Minturno ins Tyrrhenische Meer bzw. ins Mittelmeer mündet.

## Geografie
Der Garigliano entsteht durch die Vereinigung der Flüsse Gari und Liri bei Giunture, einem Ortsteil von Sant’Apollinare. Der Fluss bildet seit 1927 die Grenze zwischen den italienischen Regionen Kampanien (Provinz Caserta) und Latium (Provinz Latina).

## Geschichte
Zu Beginn des 3. Jahrhunderts v. Chr. gründeten die Römer an der Mündung des Garigliano zum Tyrrhenischen Meer die Kolonie Minturnae, die sich bald zu einem bedeutenden Hafen und Handelszentrum entwickelte. Um 600 n. Chr. wurde Minturnae wahrscheinlich durch Sarazenen zerstört. Die Bevölkerung zog sich an den Ort des modernen Minturno auf einem nahegelegenen Hügel zurück.
Im Mittelalter hatten im Rahmen der Ausbreitung des Islams in Italien arabische Muslime an der Mündung ein Emirat errichtet und verbündeten sich mit dem benachbarten Wahlherzogtum Gaeta. 915 fand an den Ufern die Schlacht am Garigliano zwischen einem christlichen Heer und den islamischen Invasoren statt.
1266 wurde der sizilianische König Manfred, Sohn des Stauferkaisers Friedrich II., nach seiner Niederlage bei der Schlacht bei Benevent zunächst an der Calore-Brücke in Benevento verscharrt. Später wurde er wieder ausgegraben und in der Nähe von Sant’Ambrogio sul Garigliano an einer heute nicht mehr bekannten Stelle am Ufer des Garigliano bestattet.
1503 war der Garigliano bei der Schlacht am Garigliano in der Auseinandersetzung zwischen Franzosen und Spaniern um das Königreich Neapel heftig umkämpft, ebenso im Zweiten Weltkrieg 1943–1944 zwischen Deutschen und Alliierten bei der Schlacht um Monte Cassino an der Gustav-Linie.

## Bilder

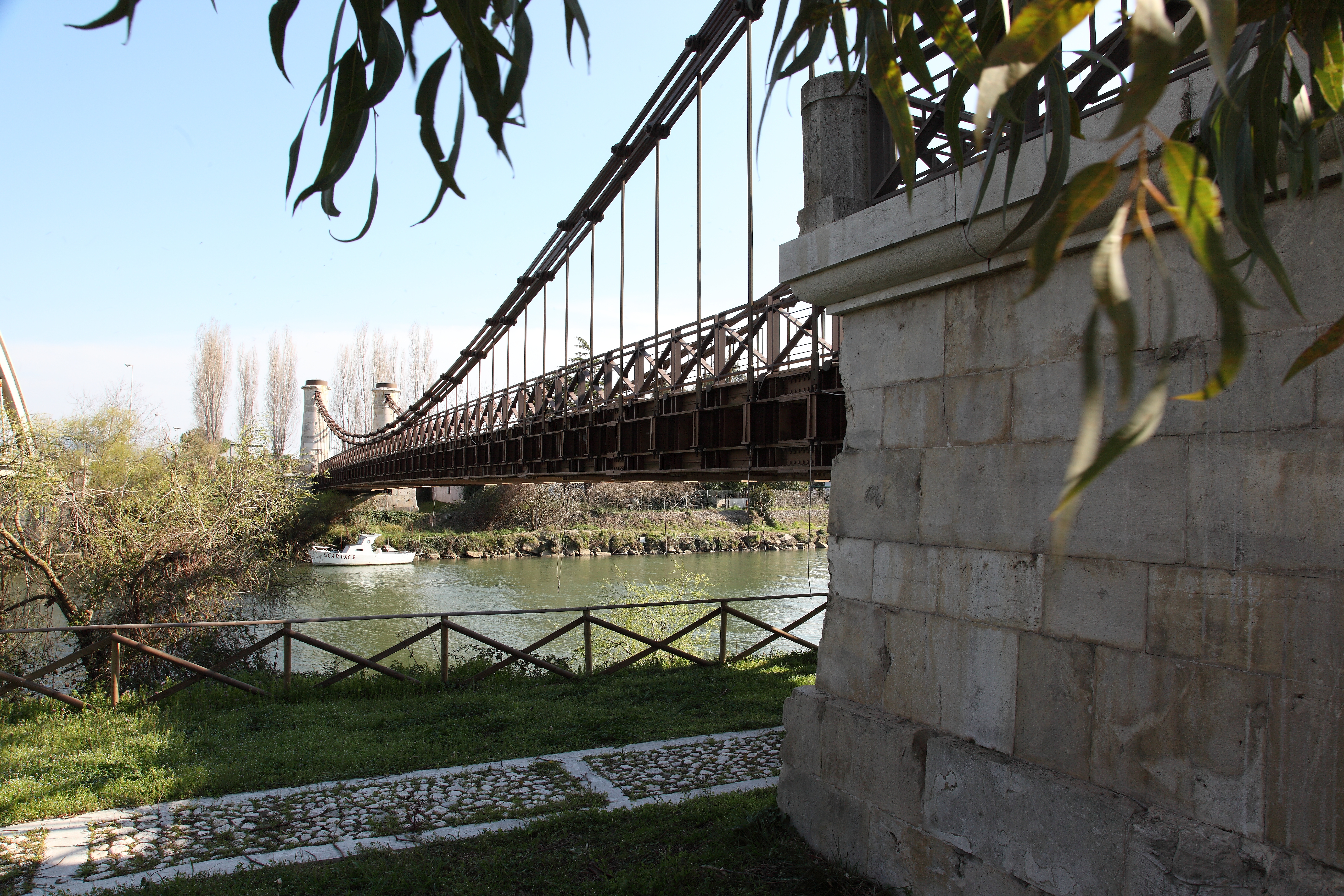
Die Brücke Ponte Real Ferdinando sul Garigliano nahe Minturno
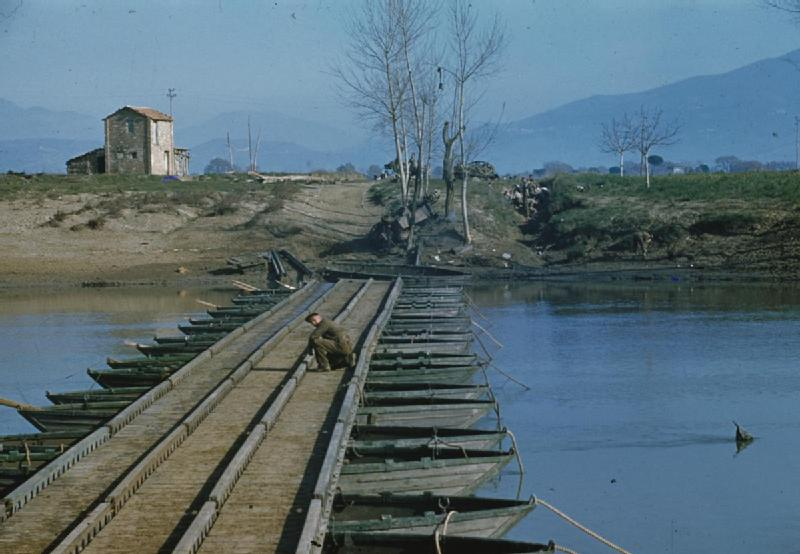
Der Fluss am 19. Januar 1944